# Cantonul Carhaix-Plouguer
Cantonul Carhaix-Plouguer este un canton din arondismentul Châteaulin, departamentul Finistère, regiunea Bretania, Franța.

## Comune
- Carhaix-Plouguer (reședință)
- Cléden-Poher
- Kergloff
- Motreff
- Plounévézel
- Poullaouen
- Saint-Hernin
- Spézet